# Early Keyboard Music
Early Keyboard Music (Frühe Musik für Tasteninstrumente) ist eine im Verlag Stainer & Bell in London erschienene Reihe mit Auswahlsammlungen von früher Musik für Tasteninstrumente. Zu ihren frühen Herausgebern zählen Stephen D. Tuttle (1907–1954), Denis Stevens (1922–2004) und Thurston Dart (1921–1971). Viele Werke der englischen Virginalisten beispielsweise fanden in ihr Aufnahme. Bislang erschienen 49 Bände.

## Bände
Die folgende Übersicht (Titel, Herausgeber bzw. Komponist) erhebt keinen Anspruch auf Aktualität oder Vollständigkeit:
- 1 Nine Organ Pieces, hrsg. von Stephen Tuttle. Tomkins, Thomas
- 2 Fifteen Dances, transkribiert und hrsg. von Stephen D. Tuttle. Tomkins, Thomas
- 3 Thirty-Five Pieces From The Mulliner Book, hrsg. von Denis Stevens.
- 4 Fifteen Pieces, hrsg. von Thurston Dart. Byrd, William
- 5 Six Suites, hrsg. von Howard Ferguson.  Blow, John
- 6 Keyboard Suites, hrsg. von Thurston Dart. Locke, Matthew
- 7 Organ Voluntaries. Locke, Matthew
- 8 Ten Pieces, transkribiert und hrsg. von John Steele and Francis Cameron. Bull, John
- 9 Clement Matchett's Virginal Book (1612), hrsg. von Thurston Dart.
- 10 Musick's Handmaid: The Second Part, hrsg. von Thurston Dart.
- 11 Seventeen Pieces, hrsg. von Thurston Dart. Farnaby, Giles
- 12 Keyboard Works, Vol. 1 - Revised Edition, hrsg. von Thurston Dart. Morley, Thomas
- 13 Keyboard Works, Vol. 2 - Revised Edition, hrsg. von Thurston Dart. Morley, Thomas
- 14 Complete Keyboard Works - Second Revised Edition, hrsg. von Howard Ferguson. Tisdall, William
- 15 Early Scottish Keyboard Music, hrsg. von Kenneth Elliott.
- 16 Twenty-Four Pieces From The Fitzwilliam Virginal Book, hrsg. von Thurston Dart.
- 18 Ten Organ Pieces, hrsg. von Peter Williams. Roseingrave, Thomas
- 19 Parthenia, Or The Maydenhead Of The First Musicke That Was Ever Printed For The Virginalls.
- 20 Sonata In E Flat Minor, hrsg. von Nicholas Temperley. Pinto, George Frederick
- 21 Eight Suites, hrsg. von Howard Ferguson.  Purcell, Henry
- 22 Miscellaneous Keyboard Pieces, hrsg. von Howard Ferguson. Purcell, Henry
- 23 Intabolatura Nova Di Balli (Venice, 1551), hrsg. von Thurston Dart and William Oxenbury.
- 24 Tisdale's Virginal Book, hrsg. von Alan Brown.
- 25 Nine Organ Pieces, hrsg. von Gerald Hendrie. Gibbons, Orlando
- 26 Eight Keyboard Pieces, hrsg. von Gerald Hendrie. Gibbons, Orlando
- 27 Eight Keyboard Sonatas: Facsimile Of The First Edition. Arne, Thomas
- 28 Musick's Handmaid, Published by John Playford : The First Part, hrsg. von Thurston Dart.
- 29 Complete Keyboard Works, hrsg. von Richard Rastall. Rogers, Benjamin
- 30 Complete Harpsichord Works, Vol. 1 : Revised Edition / Ed. Howard Ferguson & Christopher Hogwood. Croft, William
- 31 Complete Harpsichord Works, Vol. 2 : Revised Edition / Ed. Howard Ferguson & Christopher Hogwood. Croft, William
- 33 Nine Pieces From My Lady Nevell's Book, hrsg. von Alan Brown. Byrd, William
- 34 Six Sets Of Variations, transkribiert und hrsg. von Alan Brown. Byrd, William
- 35 A Collection Of Lessons For The Harpsichord: Facsimile Of The 1750 Edition. Greene, Maurice
- 36 Twelve Keyboard Pieces, transkribiert und hrsg. von Thurston Dart. Bull, John
- 37 John Blow's Anthology, transkribiert und hrsg. von Thurston Dart.
- 38 The Fingering Of Virginal Music, hrsg. von Peter le Huray.
- 39 Seven Suites, hrsg. von John Harley. Clarke, Jeremiah
- 40 Miscellaneous Keyboard Pieces, hrsg. von John Harley. Clarke, Jeremiah
- 41 Eight Keyboard Pieces, transkribiert und hrsg. von John Harley. Philips, Peter
- 42 The Lynar Virginal Book, transkribiert und hrsg. von Dirksen, Pieter.
- 43 Sixteen Organ Pieces. Blow, John
- 44 Twenty-Five Harpsichord Pieces, hrsg. von Robert Klakowich. Blow, John.
- 45 Six Organ Fantasias / Reconstructed And Edited By Paul Doe. White, Robert
- 46 Eighteenth-Century English Keyboard Concertos, Vol. 1, hrsg. von Peter Lynan.
- 47 Eighteenth-Century English Keyboard Concertos, Vol. 2, hrsg. von Peter Lynan.
- 48 Keyboard Solos and Duets by Nicholas Carleton, John Amner and John Tomkins / Ed. Alan Brown.
- 49 Jacobean Keyboard Music: An Anthology, hrsg. von Alan Brown.